# Jonas Bergqvist
Pour les articles homonymes, voir Bergqvist.
Temple de la renommée du hockey suédois : 2014
Jonas Bergqvist, né le 26 septembre 1962 à Hässleholm en Suède, est un joueur professionnel suédois de hockey sur glace devenu dirigeant. Il évolue au poste d'attaquant.

## Biographie

### Carrière en club
Formé au Rögle BK, il découvre l'Elitserien en 1981 avec le Leksands IF. Il est choisi au sixième tour en cent-vingt-sixième position par les Flames de Calgary lors du repêchage d'entrée dans la LNH 1988. En 1989-1990, il joue dans la Ligue nationale de hockey avec les Flames et dans la Ligue internationale de hockey avec les Golden Eagles de Salt Lake. Il rentre en Europe et signe au Mannheimer ERC dans le championnat d'Allemagne. Il revient à Leksand en 1991. Il met un terme à sa carrière de joueur en 1999 après une saison avec le VEU Feldkirch durant laquelle il remporte l'Alpenliga 1999.

### Carrière internationale
Il représente la Suède au niveau international. Il est champion du monde en 1987, 1991 et 1998, médaillé d'argent en 1986, 1993 et 1995 et de bronze en 1994. Il est champion olympique 1994 et médaillé de bronze en 1988. Il prend part à la Coupe Canada 1987 et 1991 et à la Coupe du monde 1996.

## Trophées et honneurs personnels

### Elitserien
- 1996 : remporte le Guldpucken.
- 1996 : nommé dans l'équipe d'étoiles.

## Statistiques

### En club
| Saison     | Équipe                     | Ligue      |    | Saison régulière | Saison régulière | Saison régulière | Saison régulière | Saison régulière |   | Séries éliminatoires | Séries éliminatoires | Séries éliminatoires | Séries éliminatoires | Séries éliminatoires |
| Saison     | Équipe                     | Ligue      | PJ | B                | A                | Pts              | Pun              | PJ               | B | A                    | Pts                  | Pun                  |                      |                      |
| 1978-1979  | Rögle BK                   | Division 2 |    |                  |                  |                  |                  |                  |   |                      |                      |                      |                      |                      |
| 1979-1981  | Leksands IF                | Suède Jr.  |    |                  |                  |                  |                  |                  |   |                      |                      |                      |                      |                      |
| 1981-1982  | Leksands IF                | Elitserien | 33 | 6                | 7                | 13               | 10               |                  |   |                      |                      |                      |                      |                      |
| 1982-1983  | Leksands IF                | Elitserien | 35 | 8                | 11               | 19               | 20               |                  |   |                      |                      |                      |                      |                      |
| 1983-1984  | Leksands IF                | Elitserien | 29 | 11               | 11               | 22               | 16               |                  |   |                      |                      |                      |                      |                      |
| 1984-1985  | Leksands IF                | Elitserien | 35 | 11               | 11               | 22               | 26               |                  |   |                      |                      |                      |                      |                      |
| 1985-1986  | Leksands IF                | Elitserien | 36 | 16               | 21               | 37               | 16               |                  |   |                      |                      |                      |                      |                      |
| 1986-1987  | Leksands IF                | Elitserien | 36 | 9                | 11               | 20               | 26               |                  |   |                      |                      |                      |                      |                      |
| 1987-1988  | Leksands IF                | Elitserien | 37 | 19               | 12               | 31               | 32               | 3                | 0 | 0                    | 0                    | 0                    |                      |                      |
| 1988-1989  | Leksands IF                | Elitserien | 27 | 15               | 20               | 35               | 18               | 10               | 4 | 3                    | 7                    | 2                    |                      |                      |
| 1989-1990  | Flames de Calgary          | LNH        | 22 | 2                | 5                | 7                | 10               |                  |   |                      |                      |                      |                      |                      |
| 1989-1990  | Golden Eagles de Salt Lake | LIH        | 13 | 6                | 10               | 16               | 4                |                  |   |                      |                      |                      |                      |                      |
| 1990-1991  | Mannheimer ERC             | DEL        | 36 | 16               | 23               | 39               | 22               | 3                | 0 | 0                    | 0                    | 4                    |                      |                      |
| 1991-1992  | Leksands IF                | Elitserien | 22 | 11               | 10               | 21               | 4                |                  |   |                      |                      |                      |                      |                      |
| 1992-1993  | Leksands IF                | Elitserien | 39 | 15               | 23               | 38               | 40               | 2                | 0 | 0                    | 0                    | 0                    |                      |                      |
| 1993-1994  | Leksands IF                | Elitserien | 35 | 12               | 23               | 35               | 29               |                  |   |                      |                      |                      |                      |                      |
| 1994-1995  | Leksands IF                | Elitserien | 33 | 17               | 12               | 29               | 16               | 4                | 0 | 0                    | 0                    | 4                    |                      |                      |
| 1995-1996  | Leksands IF                | Elitserien | 37 | 16               | 14               | 30               | 30               | 5                | 2 | 1                    | 3                    | 0                    |                      |                      |
| 1996-1997  | Leksands IF                | Elitserien | 38 | 13               | 16               | 29               | 22               | 9                | 4 | 2                    | 6                    | 12                   |                      |                      |
| 1997-1998  | Leksands IF                | Elitserien | 31 | 14               | 19               | 33               | 18               | 3                | 0 | 1                    | 1                    | 8                    |                      |                      |
| 1998-1999  | VEU Feldkirch              | Alpenliga  | 29 | 17               | 21               | 38               | 24               |                  |   |                      |                      |                      |                      |                      |
| 1998-1999  | VEU Feldkirch              | Autriche   | 17 | 5                | 5                | 10               | 4                |                  |   |                      |                      |                      |                      |                      |
| Totaux LNH | Totaux LNH                 | Totaux LNH | 22 | 2                | 5                | 7                | 10               |                  |   |                      |                      |                      |                      |                      |